# كأس أوروبا الوسطى 1964
كأس أوروبا الوسطى 1964 هو الموسم 24 من كأس أوروبا الوسطى. أقيم خلال الفترة 3 يونيو 1964 وحتى 2 سبتمبر 1964، وكان عدد الأندية المشاركة فيه 8، وفاز فيه سبارتا براغ.